# Cladochaeta sturtevanti
Cladochaeta sturtevanti är en tvåvingeart som beskrevs av Wheeler och Hajimu Takada 1971. Cladochaeta sturtevanti ingår i släktet Cladochaeta och familjen daggflugor. Inga underarter finns listade i Catalogue of Life.